# Amplirhagada questroana
Amplirhagada questroana és una espècie de gastròpode eupulmonat terrestre de la família Camaenidae pròpia d'Austràlia.

## Alimentació
Menja detritus.

## Distribució geogràfica
És un endemisme d'Austràlia: Austràlia Occidental.